# Pastinaca heracleoides
Pastinaca heracleoides är en flockblommig växtart som först beskrevs av Ádám Boros, och fick sitt nu gällande namn av Mikhail Ivanovich Kotov. Pastinaca heracleoides ingår i släktet palsternackor, och familjen flockblommiga växter. Inga underarter finns listade i Catalogue of Life.